# PRE-084
PRE-084 je agonist sigma receptor, koji je selektivan za σ1 tip. On je pokazao nootropno i antidepresivno dejstvo u studijama na životinjama, da može da služi kao sredstvo protiv kašlja. PRE-084 povišava GDNF izražavanje.